# Жорновка (Краснинський район)
Жорновка (рос. Жорновка) — село в Краснинському районі Смоленської області Росії. Входить до складу Мерлінського сільського поселення.
Населення — 1 особа (2007).

## Розташування
Розташоване в західній частині області за 13 км на північний схід від районного центру, смт Красний, за 100 м на південь від автомобільної дороги Р 135 Смоленськ — Красний — Гусіно. За 14 км на північний захід від села — залізнична станція Веліно лінії Москва — Мінськ.

## Історія
Станом на 1885 рік у колишньому власницькому селі Мерлінської волості Краснинського повіту Смоленської губернії мешкало 166 осіб, налічувалось 27 дворових господарств.
У роки Німецько-радянської війни село окуповано гітлерівськими військами у липні 1941 року, звільнено у вересні 1943 року.